# Station Coulibœuf
Station Coulibœuf (halte) was een spoorwegstation in de Franse gemeente Morteaux-Coulibœuf. Het station sloot vanwege ontoereikende reizigeraantallen.